# Effetto Casimir

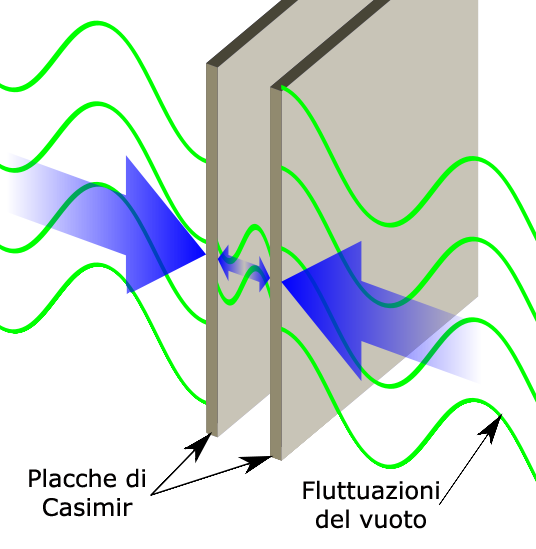
Illustrazione dell'effetto Casimir tra due piastre parallele

In fisica l'effetto Casimir consiste nella forza attrattiva che si esercita fra due corpi estesi situati nel vuoto, ad esempio due piastre parallele, dovuta all'energia di punto zero prevista dalla meccanica quantistica.
Tale energia si identifica con l'energia del vuoto determinata da particelle virtuali che si creano continuamente per l'effetto di fluttuazioni quantistiche, secondo il principio di indeterminazione di Heisenberg.
Il fenomeno prende il nome dal fisico olandese Hendrik Casimir, che, nel corso delle sue ricerche sull'origine delle forze viscose nelle soluzioni colloidali, nel 1948 lo teorizzò in base a considerazioni di meccanica quantistica.

## Basi teoriche
Nella formulazione originaria, Casimir calcolò l'effetto per due lastre metalliche piane parallele distanti tra loro pochi micron, tra cui era stato creato il vuoto e non soggette ad alcun campo elettromagnetico. La teoria prevede che solo le particelle virtuali la cui lunghezza d'onda sia un sottomultiplo intero della distanza tra le lastre contribuiscano all'energia del vuoto tra esse. Potendo esistere tra le piastre solo determinate particelle, l'interazione con le pareti dell'apparato provoca una spinta inferiore a quella generata dalle particelle libere che si trovano all'esterno. Il risultato è una forza netta che tende a spingere le lastre una contro l'altra e che può essere misurata.

## Formulazione matematica
La forza di Casimir per unità di superficie ({\displaystyle F_{c}/A}), nel caso ideale di piastre metalliche perfettamente conduttive tra cui sia stato creato il vuoto, è calcolata come:
{\displaystyle {F_{c} \over A}=-{\frac {d}{da}}{\frac {\langle E\rangle }{A}}=-{\frac {\hbar c\pi ^{2}}{240a^{4}}}=-{\frac {hc\pi }{480a^{4}}}}
dove:
{\displaystyle \hbar ={\frac {h}{2\pi }}} è la costante ridotta di Planck,
{\displaystyle \langle E\rangle } è il valore di aspettazione nel vuoto dell'energia del campo elettromagnetico nella cavità,
{\displaystyle h} è la costante di Planck,
{\displaystyle c} è la velocità della luce,
{\displaystyle a} è la distanza tra le due piastre,
{\displaystyle A} è l'area delle piastre.
Il valore della forza è negativo e indica che la sua natura è attrattiva: infatti la densità di energia decresce avvicinando le lastre.
Per esempio, nel caso di lastre poste alla distanza di 1 micron (µm), la forza per unità di superficie risultante è di 0,0013 N/m². La presenza di {\displaystyle \hbar } mostra quanto piccola sia {\displaystyle F_{c}/A} e testimonia l'origine quanto-meccanica della forza.

## Verifica sperimentale
Una delle prime verifiche fu quella condotta nel 1958 presso il Philips Natuurkundig Laboratorium della Philips a Eindhoven da Marcus Sparnaay, che cercò di misurare l'attrazione tra due piastre parallele. I risultati ottenuti, seppur viziati da consistenti errori sperimentali, non contraddicono la teoria di Casimir.
L'effetto Casimir fu dimostrato sperimentalmente nel 1997 da Steven Lamoreaux che, all'Università di Washington a Seattle, misurò la forza d'attrazione tra una sfera e una piastra separate da distanze comprese tra 0,6 µm e 6 µm. Nello stesso anno, sulla scia del successo ottenuto da Lamoreaux, Umar Mohideen e Anushree Roy dell'Università della California condussero un analogo esperimento su distanze comprese tra 0,1 e 0,9 µm. Al posto di due piastre parallele, che richiedevano un difficile allineamento estremamente preciso per assicurare il parallelismo, gli sperimentatori statunitensi utilizzarono una piastra piana e una piastra sferica di raggio molto ampio.
La prima misura con la configurazione originaria delle due piastre parallele proposta da Casimir fu condotta solo nel 2002 da un gruppo di ricercatori dell'Università di Padova (Giacomo Bressi, Giovanni Carugno, Roberto Onofrio e Giuseppe Ruoso), che ottennero un allineamento delle piastre con precisione submicrometrica tramite l'ausilio di microrisonatori.
Il gruppo di ricerca dell'Università della California guidato da Xiang Zhang ha dimostrato che sfruttando questo fenomeno quantistico si riesce a trasferire calore attraverso uno spazio completamente vuoto.